# Showtime!
Showtime! – album koncertowy Elvisa Presleya, składający się z utworów nagranych w Dallas 28 grudnia 1976 r. (CD 2) oraz 29 grudnia 1976 w Birmingham (CD 1). Wydany w 2010 roku.

## Lista utworów

### CD 1
1. „See See Rider”
2. „I Got a Woman – Amen”
3. „Love Me”
4. „Fairytale”
5. „You Gave Me a Mountain”
6. „Jailhouse Rock”
7. „It’s Now Or Never”
8. „Trying To Get To You”
9. „My Way”
10. „Poke Salad Annie”
11. „Introductions” - „Early Morning Rain”
12. „What’d I Say – Johnny B. Goode”
13. „Love Letters”
14. „School Days”
15. „Funny How Time Slips Away”
16. „Hurt”
17. „Hound Dog”
18. „For The Good Times”
19. „The First Time Ever I Saw Your Face”
20. „Unchained Melody”
21. „Mystery Train - Tiger Man”
22. „Can’t Help Falling in Love”
23. „Closing Vamp"

### CD 2
1. „2001”
2. „See See Rider”
3. „I Got a Woman – Amen”
4. „Love Me”
5. „Fairytale”
6. „You Gave Me a Mountain”
7. „Jailhouse Rock”
8. „It’s Now Or Never”
9. „Trying To Get To You”
10. „Blue Suede Shoes”
11. „My Way”
12. „Poke Salad Annie”
13. „Introductions” - „Early Morning Rain”
14. „What’d I Say – Johnny B. Goode”
15. „Love Letters”
16. „School Days”
17. „Hurt”
18. „Hound Dog”
19. „Unchained Melody”
20. „Can’t Help Falling in Love”
21. „Closing Vamp"